# Alles für Geld
Alles für Geld ist ein deutsches Stummfilm-Zeitdrama aus dem Jahre 1923. Unter der Regie von Reinhold Schünzel spielte Emil Jannings die Hauptrolle.

## Handlung
Der Erste Weltkrieg ist seit einigen Jahren vorüber. Aus ihm ist der einst kleine Fleischermeister Rupp als Gewinner hervorgegangen, denn er hat die Umbruchszeit für sich zu nutzen gewusst und sich zu einem Großindustriellen emporgearbeitet. Rupp ist ein ruppiger, hemdsärmeliger Krafttyp, der aber die Not der Anderen nicht vergessen hat. So finanziert er mit seinen Spenden beispielsweise eine Suppenküche für Bedürftige. Er selbst lebt ein Leben in Überfluss, verfügt daheim über eine Reihe von dienstbaren Geistern und verhätschelt seinen Sohn, indem er dessen Hobby, den Autorennsport, finanziert. Der Welt der Emporkömmlinge und Systemgewinnler in Gestalt Rupps stehen nunmehr verarmte Adelige, die bis 1918 in den Genuss aller gesellschaftlichen Vorzüge gekommen waren, gegenüber. Einer von ihnen ist der gutaussehende und gut erzogene Henry von Platen, der sich finanziell mit seinen Erfindungen mehr schlecht als recht über Wasser hält. Er ist mit der jungen Asta verlobt, die daheim gleichfalls jede Menge Sorgen hat: ihre alte Mutter ist krank, und die jüngeren Geschwister müssen auch versorgt werden. Henry verdient sich Abend für Abend ein Zubrot als Elektriker in einem Varieté, in dem der alte, ungehobelte Rupp oft verkehrt. Als Rupp, der glaubt, dass man für Geld alles haben könne, sich einmal wieder wie ein klassischer Parvenu verhält und mit seinem schlechten Benehmen eine junge Tänzerin belästigt, greift Henry sofort ein. Rupp ist ein begehrter Gast, lässt er doch bei jedem Besuch eine Menge Geld zurück. So kommt es wie es kommen muss: Henry muss seine beherzte Intervention mit dem Verlust seines Jobs bezahlen, da der Varietéchef ihn entlässt. 
Nun befinden sich Henry und Asta in schweren Geldnöten. Asta will daraufhin im Auftrag ihrer Mutter den Familienschmuck verkaufen, doch der konsultierte Juwelier ist nicht bereit, einen angemessenen Preis zu zahlen. Rupp, der davon Wind bekommt, sieht eine Möglichkeit, seine „offene Rechnung“ mit dem noblen Henry auf diese Weise zu begleichen, um ihm langfristig Asta auszuspannen. Und so gibt der Aufsteiger vor, an dem Schmuck interessiert zu sein und lädt Asta zu sich nach Hause ein. Dort umgarnt er die junge Dame und kauft ihr auch das Geschmeide ab. Damit scheint die Versorgung von Astas Familie auf absehbare Zeit gesichert; nur Henry ist empört, als er erfährt, wer für den „neuen Reichtum“ verantwortlich zeichnet und löst die Verlobung. Eines Tages ist das erhaltene Geld verbraucht, und zu allem Überfluss verschlimmert sich die Krankheit von Astas Mutter. Asta, von Rupp mit brieflichen Liebesschwüren bedacht, beschließt, noch einmal den Weg zu dem ungehobelten Millionär zu gehen. Um ihrer Familie langfristig das Überleben zu sichern, willigt sie schließlich sogar ein, sich mit Rupp zu verloben. Währenddessen geht es mit ihrem Ex-Freund Henry zunächst bergab. Der erhoffte Verkauf einer Erfindung an die Goliath-Automobilwerke ist geplatzt. Dann aber kann er sein Patent an die konkurrierenden Phoenix-Autowerke veräußern.
Bald kommt es zu einem erneuten Aufeinandertreffen Rupps und Henrys der unangenehmen Art. Henry unternimmt gerade eine Probefahrt, um seine Erfindung am Automobil zu testen. Dabei kreuzt er den Weg Rupps. Es kommt zu einem massiven Wortgefecht. Der Ehre soll am folgenden Morgen mit einem Pistolenduell Genüge geleistet werden. In der Nacht wird der alte Rupp von Albträumen heimgesucht. Kammerdiener Pitt rät seinem Herrn daher, diesem Duell aus dem Wege zu gehen und sich vorher abzusetzen. Doch Henry und sein Sekundant haben geahnt, dass Rupp zwar reich aber gänzlich ohne Ehre und Gewissen ist und postierten sich bereits frühzeitig vor Rupps Haustür. Nun kann Rupp dem Duell nicht mehr aus dem Wege gehen. An einer Waldlichtung soll der Schusswechsel ausgetragen werden. Rupp will sich im letzten Moment davonmachen, sein Sohn hingegen an Vaters statt den Zweikampf mit Henry austragen. Da kehrt Rupp senior zurück und verhindert dies. Er will keinesfalls seinen Sohn verlieren. Das Duell findet nicht statt…
Wieder daheim, erzählt Fred Rupp Asta, seiner Stiefmutter in spe, von dem verhinderten Duell mit Henry. Ihm fällt auf, dass Asta offensichtlich noch immer tiefe Gefühle für ihren ehemaligen Verlobten hegt. Daher bittet er Asta, seinen Vater nicht zu heiraten, da über dieser Ehe unter diesen Umständen kein Segen liegen könne. Vater Rupp tritt plötzlich ein und missversteht diese Situation, glaubt er doch nun, dass sein eigener Sohn ihm die Braut ausspannen wolle. Daraufhin wirft der alte Rupp den Junior aus seinem Haus. Fred muss nun erstmals seinen Lebensunterhalt durch eigener Hände Arbeit verdienen. Er findet eine Anstellung bei den Goliath-Automobilwerken, während der Vater sich die Phoenix-Werke aneignet. Freds Können als Rennfahrer kommt den Goliath-Werken sehr zupass, und deren Fahrzeuge sind Favoriten bei einem anstehenden Rennen. Der alte Rupp will keinesfalls von seinem eigen Fleisch und Blut besiegt werden und schmiert einen Gauner namens Jack, das Rennen zu manipulieren. Zu spät erfährt Rupp, dass Fred den Goliath-Boliden steuern wird. Er versucht vergeblich, das Rennen zu stoppen. Freds Rennwagen verunglückt in einer Kurve, und der Junior kommt dabei ums Leben. Für den alten Rupp bricht eine Welt zusammen. Er wird des Mordes angeklagt. Kammerdiener Pitt sagt im Prozess aus, er erkenne im Gerichtssaal denjenigen Mann, mit dem Rupp während des Rennens gesprochen hat: es ist Jack. Dieser hat das Fahrzeug manipuliert, sodass der alte Rupp von der Mordanklage freigesprochen wird. Schließlich kommt es sogar zur Versöhnung mit Henry und Asta, die beide wieder zueinander gefunden haben.

## Produktionsnotizen
Alles für Geld entstand im Frühsommer 1923 als einzige Produktion von Jannings eigener Filmgesellschaft, die diesen Film unter der Patronage des erfahrenen Filmproduzenten Paul Davidson in den Studios von dessen Europäischer Film-Allianz GmbH (EFA) herstellte. Der Sechsakter mit einer Länge von 2821 Metern passierte die Filmzensur am 21. August 1923 und wurde am 5. November 1923 im U.T. Kurfürstendamm uraufgeführt.
Die Filmbauten stammen aus der Hand von Kurt Richter.
Für Ernst Lubitschs einstigen Berliner Hausautor Hanns Kräly bedeutete Alles für Geld den letzten deutschen Drehbuchbeitrag. Er folgte seinem Regisseur am 20. Juli 1923, also noch vor der Uraufführung dieses Films, in die USA. Beide setzten bis zum Ende der Stummfilmzeit ihre erfolgreiche Zusammenarbeit in Hollywood fort.

## Kritiken
Die Kritik war voll des Lobes für das Werk und setzte sich vor allem mit der schauspielerischen Leistung von Emil Jannings auseinander. Zu ihm hieß es:
Er sei „brutal, listig, protzig, kindlich, wollüstig, sohnesliebend, tragisch, rasend, verliebt, zusammenbrechend, kleinbürgerlich, größenwahnsinnig, aber mit einem Schuß Gutartigkeit; kurz: der Über-Raffke“.
„Dieser mit dem derbsten Naturalismus dargestellte Haifisch wird nicht erst sympathisch, als wir zuletzt sehen, wie er leidet und bereut, sondern wir fühlen diese menschlichen Möglichkeiten in ihm von vornherein auch in den Szenen, wo er seinen Opfern den Hals abschneidet. Bei Jannings ist es das ewig Kindliche, was sich unsere Sympathie über alle Scheußlichkeiten hinweg sichert.“
Der Film-Kurier empfahl kurz und bündig: „Geht hin und schauet: dies ist der Film unserer Zeit“.
Der Film verbindet für Valerie Weinstein die Stereotype Raffke und neureicher Jude.